# Пратс, Мариагна
Мариагна Пратс (исп. Mariagna Prats) (род. 18 января 1958, Куэрнавака, штат Морелос, Мексика) — мексиканская актриса испано-ирландского происхождения, продюсер, художник-постановщик и бывшая супруга губернатора Мехико Марсело Эбрарда (развелись в 2011 году).

## Биография
Родилась 18 января 1958 года в мексиканском штате Морелос. Отец по национальности испанец, мать — ирландка, в семье родилось 6 детей — 5 мальчиков (Нурия, Рамон, Надала, Антонио и Шум) и 1 девочка (сама актриса). Она в совершенстве владеет двумя языками — испанским и английским.
В мексиканском кинематографе дебютировала в 1981 году, снявшись в фильме Отмеченное время. Снялась в большом количестве сериалов от компании Televisa.
Последним сериалом с её участием является сериал Сердце на пределе, снятый в 2004 году, в 2007 году её муж стал губернатором Мехико, а она его первой леди. Также в 2007 году актриса снялась в теленовелле «Женщина, случаи из реальной жизни».

## Семья
- В 1978 году Мариагна вступила в брак с актёром Родольфо де Анда, в браке родилась дочь, Кристиан. В 1988 году супруги развелись[1].
- В 2006 году вышла замуж за политика Марсело Эбрарда, которому в 2007 году удаётся победить на выборах и стать губернатором Мехико[2]. Мариагна Пратс получила статус первой леди Мехико и возможность заниматься политической и социальной деятельностью вместе с мужем. В 2011 году супруги развелись, причина развода названа не была[2].

## Фильмография

### В качестве актрисы

#### ТелесериалыTelevisa
- 1986 — Отмеченное время — Тереса
- 1987—88 — Дикая Роза — Фернанда Араихо
- 1988 — Страсть и власть — Алисия
- 1989 — Судьба — Кристина
- 1993 — Тайные намерения — Эсперанса
- 1997 — Шалунья — Фернанда
- 1998—99 — Камила — Тереса Суньига
- 1999 — Мятежная душа — Клеменсия
- 2000 — Друзья навеки — Ольга
- 2000—01 — Личико ангела — Франсеса Росси
- 2000—01 — Первая любовь — Пилар Камарго де Иттурада
- 2003 — Моя любимая девочка — камео
- 2004 — Сердца на пределе — Ирене де ла Регуера

#### Телесериалы свыше 2-х сезонов
- 1985—2007 — Женщина, случаи из реальной жизни (всего 22 сезона; приняла участие во всех 22 сезонах теленовеллы)

#### Фильмы
- 1981 — El macho bionico — Мисс Моня Пенни
- 1981 — Легенда о Родриго
- 1982 — Нет повести печальнее — Росалия Сабрера
- 1982 — Muerte en el Rio Grande — Пат
- 1987 — Убийство судьи — Сеньора Адриана
- 1988 — Мой призрак и я
- 1989 — Свидание со смертью — Тереса (в титрах не указана)
- 2002 — Точка, или отдельно — Лаура

### В качестве продюсера
- 1981 — El macho bionico

### В качестве художника-постановщика
- 1991 — Валерия и Максимилиано — Художник по костюмам